# 2XS
2XS è il tredicesimo album in studio del gruppo rock scozzese Nazareth, pubblicato nel 1982.

## Tracce
1. Love Leads to Madness – 4:08
2. Boys in the Band – 3:06
3. You Love Another – 3:58
4. Gatecrash – 3:19
5. Games – 4:48
6. Back to the Trenches – 4:02
7. Dream On – 3:28
8. Lonely in the Night – 4:21
9. Preservation – 4:02
10. Take the Rap – 2:42
11. Mexico – 2:53

## Formazione
- Dan McCafferty - voce
- Manny Charlton - chitarra
- Pete Agnew - basso, cori
- Darrell Sweet - batteria, percussioni, cori
- Billy Rankin - chitarra, cori
- John Locke - tastiere